# Piret Bristol

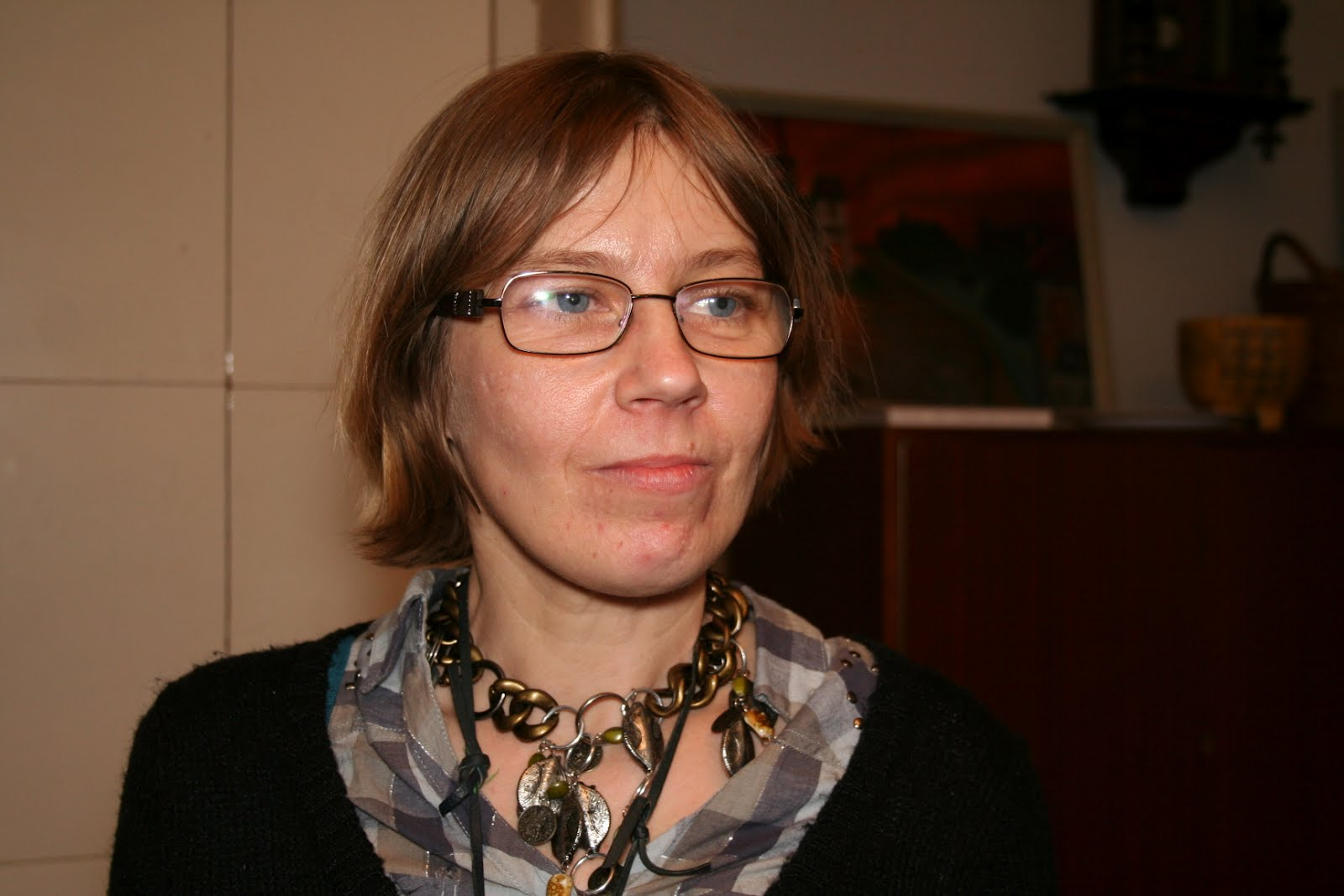

Piret Bristol (* 18. April 1968 in Rapla) ist eine estnische Schriftstellerin.

## Leben
Piret Bristol machte 1986 in Rapla ihr Abitur und studierte anschließend an der Universität Tartu estnische Literatur. Parallel dazu und danach war sie redaktionelle Mitarbeiterin bei Zeitungen und Verlagslektorin. Seit 1996 ist sie als freiberufliche Schriftstellerin tätig, von 2011 bis 2014 war sie Vorsitzende der Tartuer Abteilung des Estnischen Schriftstellerverbands.
Piret Bristol lebt in Haage in der Nähe von Tartu und ist seit 2000 Mitglied des Estnischen Schriftstellerverbandes.

## Werk
Bristol debütierte 1996 in einer Zeitschrift und legte 1999 ihren ersten Gedichtband vor. Die Aufnahme ihrer Gedichte war weitgehend positiv und sie wurde schon bald mit Jürgen Rooste verglichen oder gar als Nachfolgerin von Ene Mihkelson bezeichnet. Allerdings finden sich auch zurückhaltendere und negative Kritiken.
Auch in ihren Prosawerken ist ein lyrischer Unterton spürbar, weswegen ein Kritiker von einem „fragmentarischen Strom von Stimmungen“ sprach. Hierin ähnelt die Autorin Tõnu Õnnepalu, wie derselbe Kritiker konstatierte. Die späteren Werke, die teilweise autobiografischen Charakter haben, sind beispielsweise mit Peeter Sauters Werk verglichen worden, „aber ohne Vulgarität und raffinierter“. Ein Charakteristikum von Bristols Büchern ist, dass sie häufig in Tartu spielen, was die Autorin wiederum in die Nähe von etwa Mehis Heinsaar und Mart Kivastik rückt.

## Bibliografie
- Murdumismärk ('Bruchzeichen') Tallinn: Ambra 1999. 60 S.
- Saatus nagu sinu käsi ('Ein Schicksal wie deine Hand'). Tartu: s.n. 2000. 63 S.
- Tulemata riik ('Das Reich, das nicht kommt'). [Tallinn:] Pooka 2001. 63 S.
- Sajandi öömajad ('Schlafplätze des Jahrhunderts'). Tartu: Ilmamaa 2002. 239 S.
- Kaotsiminemise loitsud ('Zaubersprüche des Verlorengehens'). Tallinn: Eesti Keele Sihtasutus 2003. 86 S.
- Sõud ('Strömung'). Tallinn: Eesti Keele Sihtasutus 2005. 416 S.
- Nöörist ja seebist ('Über Schnur und Seife') Pärnu: Jumalikud Ilmutused 2006. 80 S.
- Paralleelmeri ('Das Parallelmeer'). Tallinn: Tuum 2007. 168 S.
- See sama õnn ('Dieses gleiche Glück'). Tallinn: Eesti Keele Sihtasutus 2009. 99 S.
- Usuvaenlane ('Der Glaubensfeind'). Tallinn: Eesti Keele Sihtasutus 2009. 258 S.
- Maailm, mis on hea I ('Die Welt, die gut ist I'). Tartu: Ilmamaa 2011. 256 S.
- Nonstop. Tartu: Ilmama 2012. 79 S.
- Maailm, mis on hea II('Die Welt, die gut ist II'). Tartu: Ilmamaa 2012. 245 S.
- Bus number neli. Maailm, mis on hea III ('Bus Nummer vier. Die Welt, die gut ist III'). Tartu: Ilmamaa 2014. 220 S.
- Pöörikoht ('Wendepunkt'). Tallinn: Tuum 2016. 175 S.
- Üks ümberringi ('Einer drumherum'). Pärnu: Jumalikud Ilmutused 2016. 93 S.
- Muutmissõnad ('Änderungsworte'). Tartu: Ilmamaa 2017. 74 S.